# 海天堂构
海天堂构位于中国福建省厦门市鼓浪屿，是全国重点文物保护单位鼓浪屿近代建筑群的子项目之一。
海天堂构由菲律宾华侨黄秀烺、黄念忆建造。基址中轴线北端设门楼，门楼内庭院约700平方米。主楼居南，重檐歇山四角攒尖琉璃顶，清水红砖外墙，正中作凸出的宽回廊，是鼓浪屿中西合璧的代表性建筑，整体为厦门装饰风格。附属建筑普遍采用古希腊柱式，装饰以西方风格为主。